# Ambulyx melli
Ambulyx melli är en fjärilsart som beskrevs av Gehlen. 1942. Ambulyx melli ingår i släktet Ambulyx och familjen svärmare. Inga underarter finns listade i Catalogue of Life.